# Phyllophaga dispar
Phyllophaga dispar är en skalbaggsart som beskrevs av Hermann Burmeister 1855. Phyllophaga dispar ingår i släktet Phyllophaga och familjen Melolonthidae. Inga underarter finns listade i Catalogue of Life.